# Nico Parlevliet

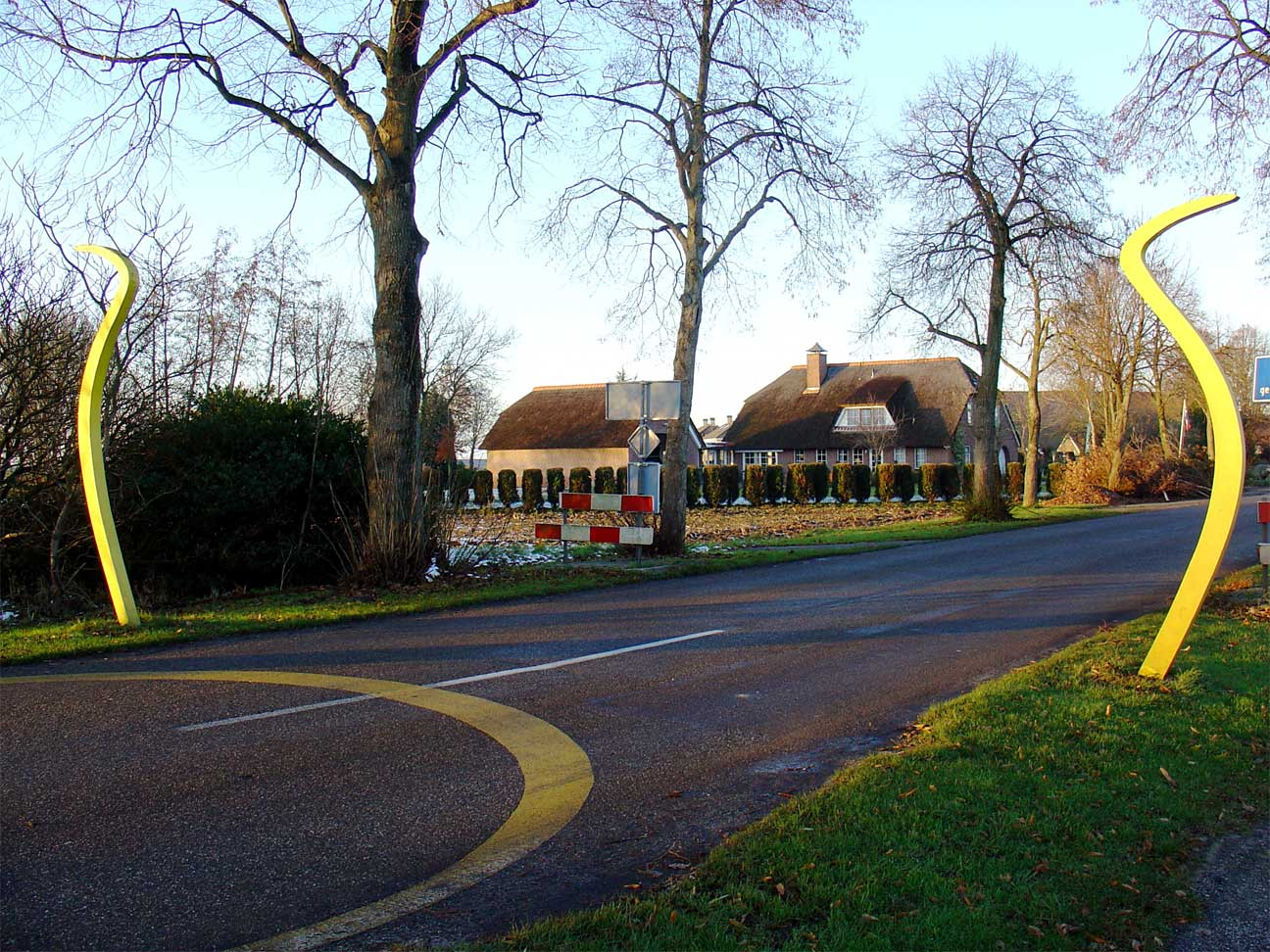
Komproject door Nico Parlevliet te Mussel (1996)

Nicolaas (Nico) Parlevliet (Katwijk aan Zee, 4 maart 1948) is een Nederlandse beeldend kunstenaar.

## Leven en werk
Parlevliet volgde eerst de opleiding tot fotograaf aan de Fotovakschool te Den Haag (1969-1974). Vervolgens besloot hij om een opleiding in de beeldende kunst te gaan volgen en ging studeren aan de Academie Minerva te Groningen. Na zijn studie vestigde Parlevliet zich als beeldend kunstenaar in Dordrecht.
Werk van Parlevliet was te zien op tentoonstellingen in binnen- en buitenland, onder meer in België, Duitsland en Engeland. Zijn werk wordt gerekend tot de zogenaamde interactieve kunst. Verandering en zintuigelijke waarneming zijn daarbij sleutelbegrippen. Het TextielMuseum in Tilburg heeft werk van hem in de permanente collectie. 
Voor de Oost-Groningse plaats Mussel realiseerde hij het komproject, een markering van de bebouwde kom bij de invalswegen van het dorp (zie afbeelding).